# Lincoln County (Georgia)
Das Lincoln County ist ein County im Bundesstaat Georgia der Vereinigten Staaten. Der Verwaltungssitz (County Seat) ist Lincolnton.

## Geographie
Das County im Nordosten von Georgia an der Grenze zu South Carolina und hat eine Fläche von 666 Quadratkilometern, wovon 120 Quadratkilometer Wasserfläche sind und grenzt im Uhrzeigersinn an folgende Countys: Columbia County, McDuffie County, Wilkes County und Elbert County.
Das County ist Teil der Metropolregion Augusta.

## Geschichte
Lincoln County wurde am 20. Februar 1796 als Original County gebildet. Benannt wurde es, wie auch die Stadt Lincolnton, nach Benjamin Lincoln, einem General im Revolutionskrieg.

## Sehenswertes
In Lincoln County gibt es über 160 historisch bedeutende Gebäude, die in der nationalen Datenbank Aufnahme fanden.

## Demografische Daten
Laut der Volkszählung von 2010 verteilten sich die damaligen 7996 Einwohner auf 3281 bewohnte Haushalte, was einen Schnitt von 2,42 Personen pro Haushalt ergibt. Insgesamt bestehen 4786 Haushalte.
68,6 % der Haushalte waren Familienhaushalte (bestehend aus verheirateten Paaren mit oder ohne Nachkommen bzw. einem Elternteil mit Nachkomme) mit einer durchschnittlichen Größe von 2,94 Personen. In 28,5 % aller Haushalte lebten Kinder unter 18 Jahren sowie in 31,5 % aller Haushalte Personen mit mindestens 65 Jahren.
23,2 % der Bevölkerung waren jünger als 20 Jahre, 20,4 % waren 20 bis 39 Jahre alt, 31,4 % waren 40 bis 59 Jahre alt und 25,1 % waren mindestens 60 Jahre alt. Das mittlere Alter betrug 45 Jahre. 48,7 % der Bevölkerung waren männlich und 51,3 % weiblich.
65,7 % der Bevölkerung bezeichneten sich als Weiße, 32,1 % als Afroamerikaner, 0,4 % als Indianer und 0,4 % als Asian Americans. 0,4 % gaben die Angehörigkeit zu einer anderen Ethnie und 0,9 % zu mehreren Ethnien an. 1,2 % der Bevölkerung bestand aus Hispanics oder Latinos.
Das durchschnittliche Jahreseinkommen pro Haushalt lag bei 34.720 USD, dabei lebten 25,4 % der Bevölkerung unter der Armutsgrenze.

## Kultur und Sehenswürdigkeiten

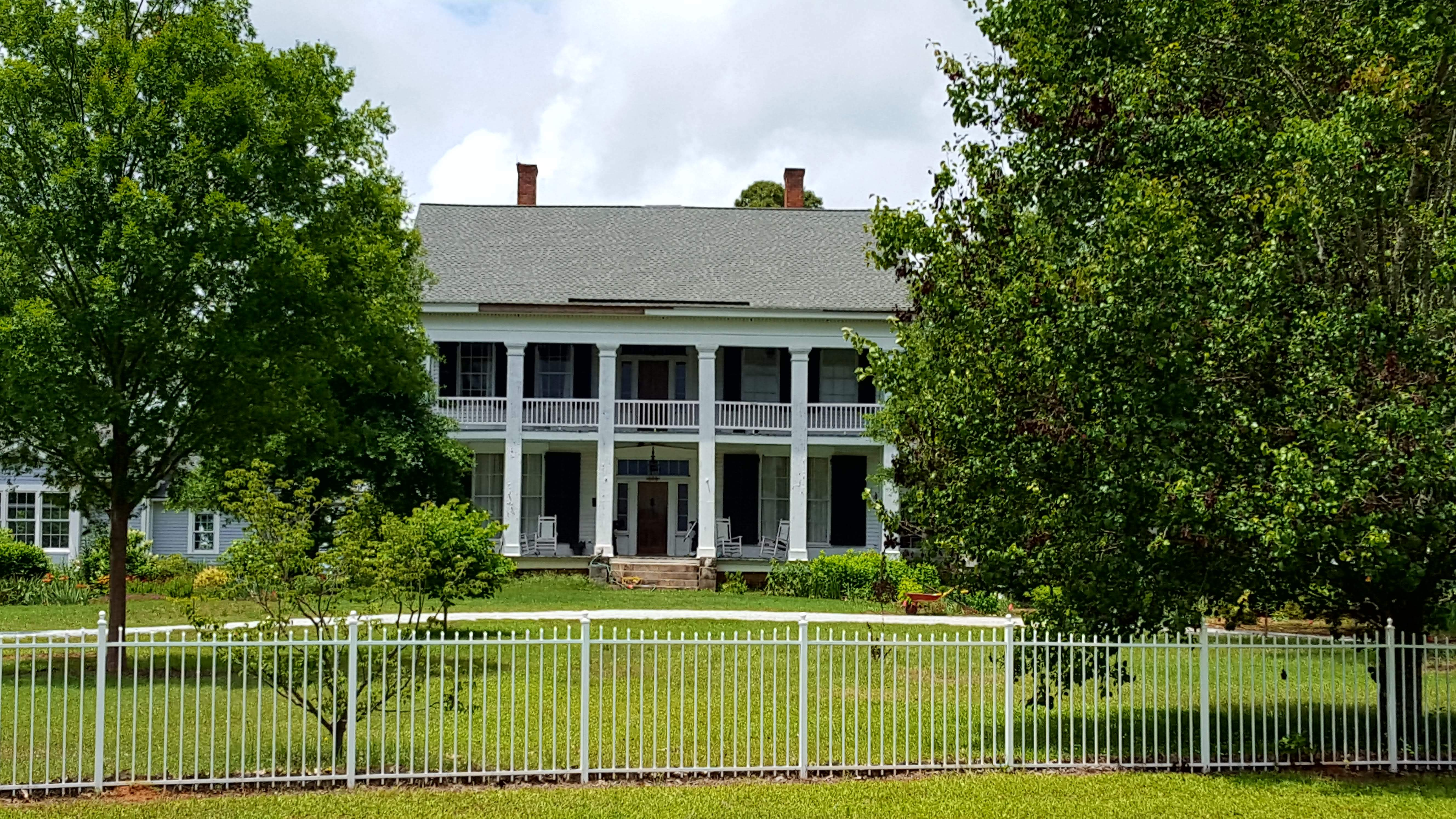
Chennault House (2018). Das Haus entstand in den 1850er Jahren im Stile des Greek Revival („griechisches Wiederaufleben“). Im Jahr 1918 wurde das Gebäude erweitert. Im Oktober 1976 wurde das Chennault House als erstes Objekt des County in das NRHP eingetragen.

Zehn Bauwerke, Stätten und „historische Bezirke“ (Historic Districts) im Lincoln County sind im National Register of Historic Places („Nationales Verzeichnis historischer Orte“; NRHP) eingetragen (Stand 13. Februar 2024), neben dem Courthouse sind dies unter anderem der historische Ortskern von Lincolnton, eine Kirche mit Friedhof und eine Schule.

## Orte im Lincoln County
Orte im Lincoln County mit Einwohnerzahlen der Volkszählung von 2010:
City:
- Lincolnton (County Seat) – 1566 Einwohner